# Palmulasaurus quadratus
Il palmulasauro (Palmulasaurus quadratus) è un rettile marino estinto, appartenente ai plesiosauri. Visse nel Cretaceo superiore (Turoniano, circa 92 milioni di anni fa) e i suoi resti fossili sono stati ritrovati in Nordamerica (Utah).

## Descrizione
Questo animale è noto per uno scheletro incompleto, comprendente però parte del cranio e gran parte delle zampe, che permette di ricostruire l'aspetto dell'esemplare. Era probabilmente un giovane, data la ridotta taglia dell'esemplare se confrontata con quella di altri animali simili (come Trinacromerum). Si suppone che Palmulasaurus, da adulto, potesse raggiungere i 2,5 metri di lunghezza. Il cranio era estremamente allungato e terminava in un rostro armato di numerosissimi denti. Questi erano sottili, gracili e striati per circa un terzo / metà della corona, per poi diventare pressoché lisci, con una debole carena posteriore. I denti di Palmulasaurus richiamano vagamente quelli di altri animali simili, come Trinacromerum, ma quest'ultimo genere possedeva solchi più grossolani.  
Palmulasaurus possedeva ulna e radio la cui lunghezza era uguale alla larghezza; questa caratteristica lo distingueva da altre forme simili come Trinacromerum e Dolichorhynchops, che possedevano gli stessi elementi ossei molto larghi. Analogamente, le zampe posteriori di Palmulasaurus possedevano tibia e fibula con le medesime caratteristiche.

## Classificazione
I fossili di questo animale furono scoperti nella formazione Tropic Shale dello Utah e sono stati descritti per la prima volta nel 2007, sotto il nome di Palmula quadratus. Gli autori della descrizione, lo stesso anno, dovettero poi cambiare il nome in Palmulasaurus, poiché Palmula era già stato dato a un altro animale. Palmulasaurus è considerato un membro dei policotilidi, un gruppo di plesiosauri di piccole dimensioni e dotati di lunghi crani e colli corti. In particolare, le caratteristiche ossa delle zampe di Palmulasaurus lo avvicinerebbero a Pahasapasaurus scoperto in South Dakota e a un altro policotilide non ancora descritto ufficialmente, proveniente dal Giappone. 
Palmulasaurus è interessante anche per la presenza di quattro ossa mesopodiali nella zampa posteriore (mentre gli altri policotilidi ne hanno solo tre); questo potrebbe essere un carattere diagnostico o forse una condizione anomala dell'esemplare in questione.

## Significato del nome
Il nome generico Palmulasaurus deriva dalla parola latina palmula ("pala di un remo") con riferimento alle zampe dei plesiosauri, trasformate in strutture simili a remi. L'epiteto specifico, quadratus, si riferisce alla particolare conformazione "quadrata" di radio e tibia.